# Ammeris
Ammeris le Nubien est le nom que donne l'historien antique Manéthon au roi gouverneur (ou régent) qui gouverne Saïs sous la XXVe dynastie. Il s'agirait pour certains historiens actuels d'un gouverneur installé là par le pouvoir koushite de la XXVe dynastie.

## Attestations
Aucune trace contemporaine du personnage n'a été découverte. Il n'est en effet mentionné que par Manéthon.

## Un roi?
Manéthon diffère des historiens actuels car il en fait un roi et lui compte douze ans de règne. Selon cet historien du IIIe siècle, Ammeris prend le pouvoir après la chute de Bakenranef (XXIVe dynastie) que Chabaka a destitué et exécuté en le brûlant vif sur un bûcher. Mais bien que les savants anciens acceptent les traditions manéthonienne et classiques, elles ont récemment été traitée avec plus de scepticisme, car il n'y a aucune preuve directe que Chabaka ait abattu Bakenranef.
De plus, au vu de l'ethnie qui lui est associée, Frédéric Payraudeau voit plutôt en lui un gouverneur installé à Saïs par le pouvoir koushite après la mort de Bakenranef et avant l'avènement de Tefnakht II. Sa période de gouvernance sur la région saïte, si elle a existé, aurait eu lieu quelque part entre 712 (chute de Bakenranef) et 680 (avènement de Tefnakht II) avant notre ère.